# TT Trial
O TT Trial é uma prova de Todo-o-Terreno para a qual a habilidade, regularidade e resistência dos pilotos constituem a base dos resultados.
As provas são cumpridas em percursos fora de estrada onde se disputam Secções Controladas, troços de avaliação da destreza dos pilotos. É atribuído um tempo ideal para cada piloto cumprir a prova na sua totalidade.